# Магнетно поље
Магнетно или магнетско поље је нарочито физичко стање у околини покретног наелектрисања које се видно манифестује у појави физичке силе која делује на наелектрисање унесено у такво поље. Магнетно поље је неизбежан пратилац и главни симптом постојања електричне струје и кретања електричног оптерећења уопште. Магнетно поље је нераскидиво повезано за свако кретање електрицитета, макроскопско и микроскопско. Ово важи и за кретање електрона у атомима као и за вртњу електрона око сопствене осе (спин).
Магнетно поље је толико блиско повезано са појавом електричног поља да се говори о јединственом, електромагнетном пољу. У магнетном пољу делују магнетне силе које су један појавни облик сложене, дуалне, електромагнетне силе. Ово је описано Максвеловим једначинама.
Магнетно поље, као простор у коме се осећа дејство магнетне силе, је примећено још у античким временима око сталних магнета, а тек је у XIX веку откривена повезаност са електричном струјом. Ову везу је открио дански физичар Ерстед 1819. године приметивши да у близини проводника кроз који протиче електрична струја делује сила која помера иглу компаса. До тог момента су се магнетне особине објашњавале постојањем посебног магнетног флуида кога су садржавале феромагнетне супстанце, односно магнетним оптерећењима, на сличан начин као што постоје електрична оптерећења. Француски физичар Ампер је у експериментима између 1820 и 1825. године измерио однос између електричне струје и јачине магнетне силе. Магнетном пољу је наставио Фарадеј, а коначно теоријско утемељење је у својим радовима поставио Максвел.
Магнетно поље је векторско поље: свака тачка поља може се описати вектором који може бити променљив у времену. Правац поља је једнак правцу уравнотеженог магнетног дипола (као на пример игла компаса) постављеног у пољу.

## Дефиниција
Лоренцове трансформације сферно симетричног електричног поља Е покретног наелектрисања (на пример, електрично поље електрона који се креће у проводнику) из референтног система наелектрисања у референтни систем непокретног посматрача резултује следећим:
{\displaystyle \ \mathbf {v} \times {\frac {1}{c^{2}}}\mathbf {E} }
што називамо „магнетним пољем“ и за то користимо симбол B ради математичке једноставности (један симбол уместо седам).
Као што се види из дефиниције, јединица магнетног поља је њутн-секунд по кулон-метру (или њутн по ампер-метру) и назива се тесла.
Као и електрично поље, магнетно поље је извор силе која делује на наелектрисања — али само на покретна наелектрисања:
{\displaystyle \mathbf {F} =q\mathbf {v} \times \mathbf {B} }
где је
F сила мерена у њутнима
{\displaystyle \times \ } векторски производ
{\displaystyle q\ } количина наелектрисања, мерено кулонима, на које делује магнетно поље
{\displaystyle \mathbf {v} \ } брзина наелектрисања {\displaystyle q\ }, мерено у метрима у секунди
Пошто је магнетно поље релативистички производ Лоренцових трансформација, сила које оно ствара назива се Лоренцова сила.
Сила услед магнетног поља је различита у различитим референтним системима—покретно магнетно поље пресликава се делом или у потпуности у електрично поље услед Лоренцових трансформација. Ово резултује Фарадејевим законом електромагнетне индукције.

### Магнетно поље тока (струје) наелектрисаних честица
Мењајући у дефиницији магнетног поља:
{\displaystyle \mathbf {B} =\mathbf {v} \times {\frac {1}{c^{2}}}\mathbf {E} }
са електричним пољем тачкастог наелектрисања (видети Кулонов закон)
{\displaystyle \mathbf {E} ={1 \over 4\pi \epsilon _{0}}{q \over \mathbf {r} ^{2}}{\hat {\mathbf {r} }}={10^{-7}}{c^{2}}{q \over \ {r}^{2}}{\hat {\mathbf {r} }}}
добија се једначина електромагнетног поља покретног наелектрисања:
{\displaystyle \mathbf {B} =\mathbf {v} \times {\frac {\mu _{0}}{4\pi }}{\frac {q}{r^{2}}}\mathbf {\hat {r}} }
што се обично назива Био-Саваров закон.
Овде је:
{\displaystyle q} наелектрисање у покрету, мерено кулонима, које ствара магнетно поље
v брзина наелектрисања {\displaystyle q}, мерено метрима у секунди, које ствара магнетно поље B
B магнетно поље мерено у теслама.

### Лоренцова сила на део проводника
Интегришући Лоренцове силе на поједине наелектрисане честице у струји наелектрисаних честица добија се као резултат Лоренцова сила на део проводника који проводи електричну струју:
{\displaystyle F=iBl}
где је
 = сила (њутн)
 = магнетна индукција (тесла)
 = дужина сегмента проводника за који се рачуна сила (метар)
 = струја у жици (ампер)
У једначини изнад, вектор струје i је вектор са интензитетом једнаким скаларној струји, i, и правцем и смером који се поклапа са проводником и смером у ком струја тече кроз проводник.
Такође се уместо струје, сегмент проводника l може сматрати вектором.

### Векторски прорачуни
Раздвајање електричног поља покретног наелектрисања на стационарну електричну и стационарну магнетну компоненту (посматрано из угла стационарног посматрача)—што се уобичајено обележава са E и B — замењује комплексне Ајнштајнове релативистичке једначине трансформације поља са компактнијим и елегантнијим математичким изразима познатијим као Максвелове једначине. Две од њих које описују магнетно поље су:
{\displaystyle \nabla \times \mathbf {B} =\mu _{0}\mathbf {J} +\mu _{0}\epsilon _{0}{\frac {\partial \mathbf {E} }{\partial t}}}
{\displaystyle \nabla \cdot \mathbf {B} =0}
где је:
{\displaystyle \nabla \times } - оператор ротора
{\displaystyle \nabla \cdot } - оператор дивергенције
{\displaystyle \mu _{0}\ } - пермеабилност вакуума
{\displaystyle \mathbf {J} \ } - густина струје
{\displaystyle \partial \ } - парцијални извод
{\displaystyle \epsilon _{0}\ } - пермитивност вакуума
{\displaystyle \mathbf {E} \ } - електрично поље
{\displaystyle t\ } - време
Прва једначина је позната као Амперов закон са Џејмс Клерк Максвеловом исправком. Други члан ове једначине (Максвелова исправка) нестаје у случају стационарних (сталних у времену) система. Други члан показује да магнетно поље може постојати искључиво под утицајем променљивог електричног поља, чак и када не постоје покретни извори наелектрисања. Пример су електромагнетни таласи. Друга једначина показује да магнетно поље нема изворност, односно да линије магнетног поља немају почетак већ се затварају саме у себе. Ово су две од четири Максвелове једначине, написане у диференцијалном облику.

## Енергија магнетног поља
Ако поделимо енергију дугачког (или торусног) соленоида {\displaystyle L{I^{2}/2}} са запремином соленоида, густина енергије магнетног поља добија се као:
{\displaystyle u={\frac {B^{2}}{2\mu }}}
На пример, магнетно поље од B = 1 Т има густину енергије од око 398 килоџула по кубном метру, а 10 тесла, има око 40 мегаџула по кубном метру.

## Симболи и терминологија
Магнетно поље се уобичајено обележава симболом {\displaystyle \mathbf {B} \ }. Историјски, {\displaystyle \mathbf {B} \ } се назива густина магнетног флукса, густина магнетног тока или магнетна индукција. 
Друга величина која описује магнетно поље, {\displaystyle \mathbf {H} }, се назива јачина магнетног поља. У линеарним материјалима, као што су ваздух и вакуум, ове две величине имају линеарну зависност:
{\displaystyle \mathbf {B} =\mu \mathbf {H} \ }
где је {\displaystyle \ \mu } магнетна пермеабилност средине (материје) у хенри по метру.
У СИ јединицама, {\displaystyle \mathbf {B} \ } и {\displaystyle \mathbf {H} \ } се мере у теслама и амперима по метру. Два паралелна проводника који проводе електричну струју у истом смеру генерисаће магнетна поља која ће стварати привлачну силу између проводника. Ова чињеница је искоришћена за дефинисање јединице електричне струје, ампер. Приметите да док се истоимена наелектрисања одбијају а различита привлаче, супротно важи за струје: ако се струји у једној од паралелних проводника промени смер, проводници ће се одбијати.

## Својства
Максвел је урадио пуно на обједињавању теорија о електричном и магнетном пољу, креирајући скуп од четири једначине које се односе на та два поља. Али, са Максвеловом формулацијом, и даље се имају два одвојена поља која описују две различите појаве. Први је Алберт Ајнштајн показао, користећи специјалну теорију релативитета, да су електрична и магнетна поља два аспекта једне исте ствари, и да неки посматрач може приметити магнетну силу док неки покретни посматрач може приметити само електростатичку силу. Стога, коришћењем специјалног релативитета, може се рећи да су магнетне силе манифестација електростатичких сила наелектрисања у покрету и могу се предвидети ако су познате електростатичка сила и брзина кретања (релативно у односу на посматрача) наелектрисања.
У математичком смислу, променљиво магнетно поље је исто као и покретно магнетно поље—стога према Ајнштајновој једначини трансформације поља (Лоренцова трансформација поља из посматраног референтног система у мирујући референтни систем) део те трансформације се појављује у облику електричног поља—што је познатије као Фарадејев закон електромагнетне индукције и представља принцип рада електричних генератора и електричних мотора.

### Линије магнетног поља
Правац вектора магнетног поља следи из дефиниције магнетног поља (наведено изнад). Поклапа се са правцем оријентације магнетног дипола у магнетном пољу—као на пример малог магнета или мале контуре струје у магнетном пољу, или мноштво малих честица феромагнетног материјала (видети слику).

### Означавање полова
Пошто се крај игле компаса који показује север историјски назива северни магнетни пол игле, и пошто се два магнетна дипола поравнавају „наопачке“ један наспрам другог, северни пол игле компаса у ствари показује ка Земљином јужном магнетном полу (који се налази у северној Канади). Односно Земљин северни географски пол, је у ствари јужни магнетни пол наше планете.
„Северни“ и „јужни“ полови магнета или магнетних дипола се означавају исто као северни и јужни пол игле компаса. У стручној литератури на српском језику за означавање полова магнета се користе енглеске скраћенице: „N“ за северни пол и „S“ за јужни пол. На северном полу шипкастог или цилиндричног магнета, вектор магнетног поља има смер изван магнета; а на јужном полу магнета има смер ка магнету. Линије магнетног поља се настављају даље кроз унутрашњост магнета. Тако да унутар магнета не постоје заиста прави „полови“ пошто се линије магнетног поља затварају саме у себе. Полови су фикција осмишљена како би се лакше представио правац и смер линија магнетног поља. Ломљење магнета на пола не одваја полове, већ ствара два магнета, сваки са по два „пола“.
Магнетно поље Земље стварају електричне струје које теку у њеном течном језгру.

### Густина поља
Густина магнетног поља, позната као и густина магнетног флукса, је одговор средине на деловање магнетног поља. СИ јединица за густину магнетног флукса је Тесла, са ознаком „Т“. 1Т = 1 Вебер по квадратном метру.
Може се лако објаснити ако се пође од израза:
{\displaystyle B={\frac {F}{IL}}\,}
где је
 интензитет густине флукса у Теслама
 сила у Њутнима која делује на проводник кроз који тече
I Ампера електричне струје у
 метара дужине проводника
Може се видети да би се имао магнетни флукс густине 1 Тесла, сила од 1 Њутн мора да делује на проводник дужине 1 метар кроз који протиче струја од 1 Ампер. Један Њутн је велика сила, и не постиже се лако. Да би се стекла јасна слика о величини јединице 1 Т треба имати у виду да највећи суперпроводни електромагнет на свету има густину флукса од само 20 Т. Магнетно поље које делује на проводник кроз који тече струја може да ствара и електромагнет и стални магнет. Тако да је горњи израз важећи за оба случаја. Али магнетно поље може да делује силом само на наелектрисања у покрету, па одатле и фигурише струја I у изразу. Израз се може написати и у облику у коме уместо струје фигурише наелектрисање покретног наелектрисања, на пример електрона, протона и тако даље:
{\displaystyle F=BQv\,}
где је:
 1 Кулон наелектрисања
 брзина тог наелектрисања у метрима у секунди

## Обртно магнетно поље
Обртно магнетно поље је магнетно поље које периодично мења правац и смер. То је основни принцип рада мотора наизменичне струје. Стални магнет у таквом пољу би ротирао како би његови полови остали поравнати са половима тог спољњег обртног поља. Овај ефекат са сталним магнетом се користио у првобитним моторима наизменичне струје. Обртно магнетно поље се може добити користећи два намотаја под правим углом кроз које теку наизменичне струје које су фазно померене за 90 степени. Међутим, систем који би испоручивао такву струју, морао би да има три проводника кроз које теку струје различитих амплитуда. У практичном смислу то значи да би ови проводници морали да имају различите пресеке што би ометало стандардизацију проводника. Да би се ова препрека превазишла, усвојен је трофазни систем где су три струје једнаке по амплитуди и фазно померене за 120 степени. Три слична намотаја који су међусобно просторно померени за 120 степени могу да створе обртно магнетно поље у случају овог трофазног напајања. Могућност да се трофазни систем употреби за стварање обртног магнетног поља у моторима, основни је разлог због којег овакав систем електричног напајања доминира у свету.